# بتيسة
بتيسة قرية سورية تتبع ناحية خربة تين نور في منطقة حمص في محافظة حمص. بلغ عدد سكانها 688 نسمة في عام 2004 حسب إحصاء المكتب المركزي للإحصاء.